# Katy Sealy
Katy Sealy, född 15 oktober 1990, är en friidrottare från Belize. Hon deltog vid olympiska sommarspelen 2016.